# Digitalkamera
En digitalkamera är en kamera där bilden exponeras på en digital bildsensor i stället för på en fotografisk film. Bilderna lagras sedan temporärt på ett elektroniskt minneskort i kameran. Vanligen har digitalkameror en inbyggd skärm som visar bilden omedelbart efter exponering. Det finns idag ett stort antal olika typer av digitalkameror.

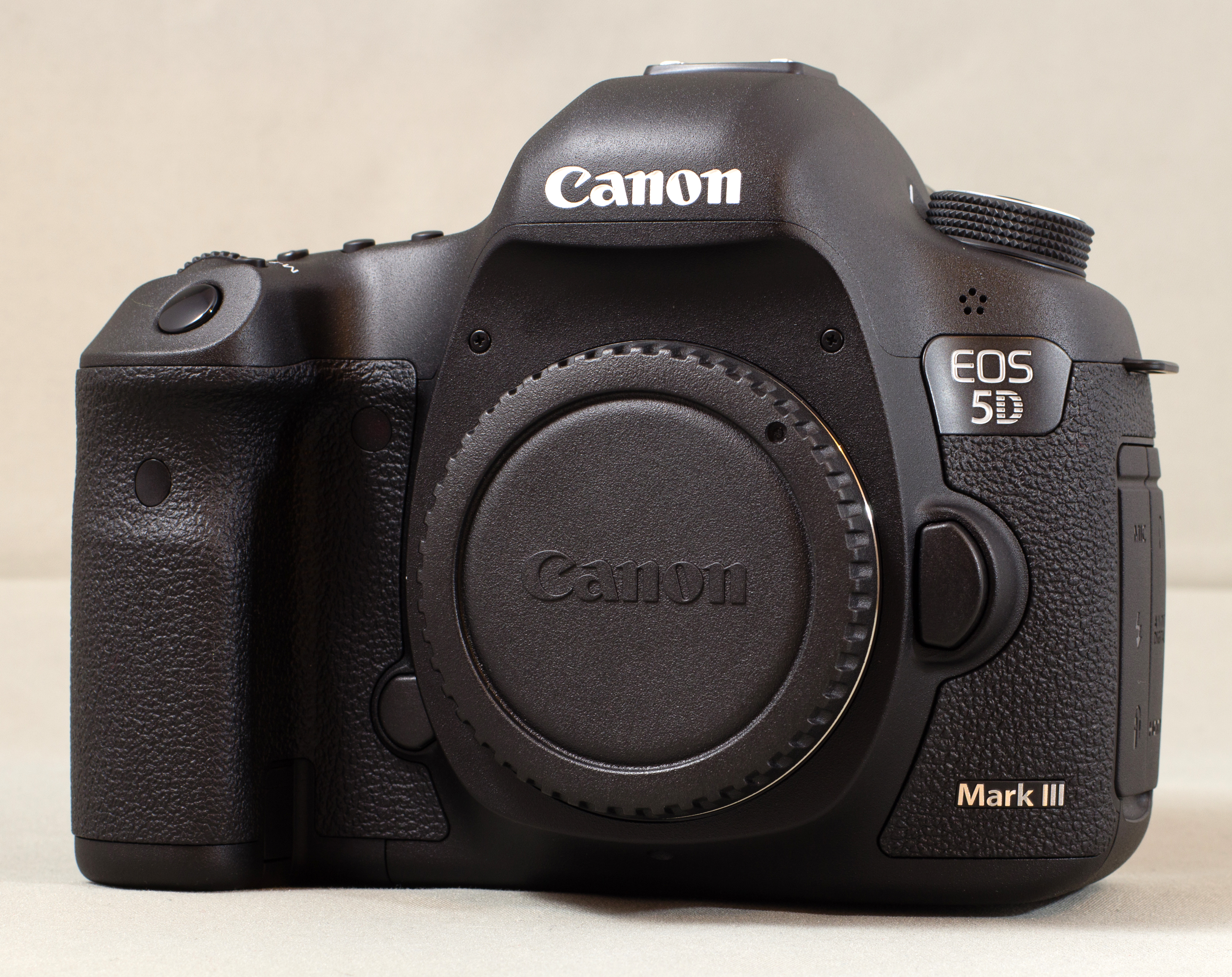
Canon 5D Mark III, 22 MP DSLR

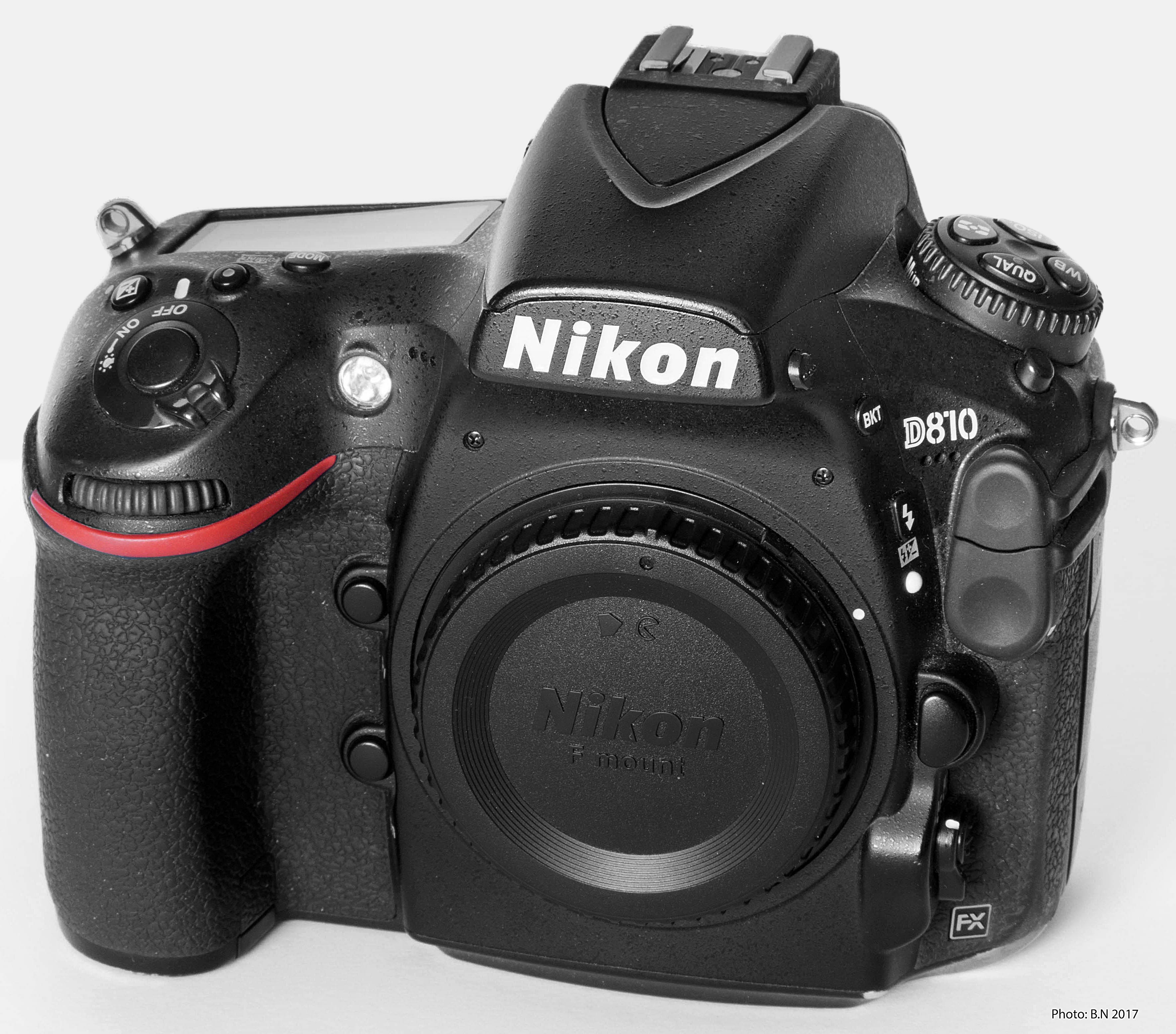
Nikon D810, 36 MP DSLR

## Historik

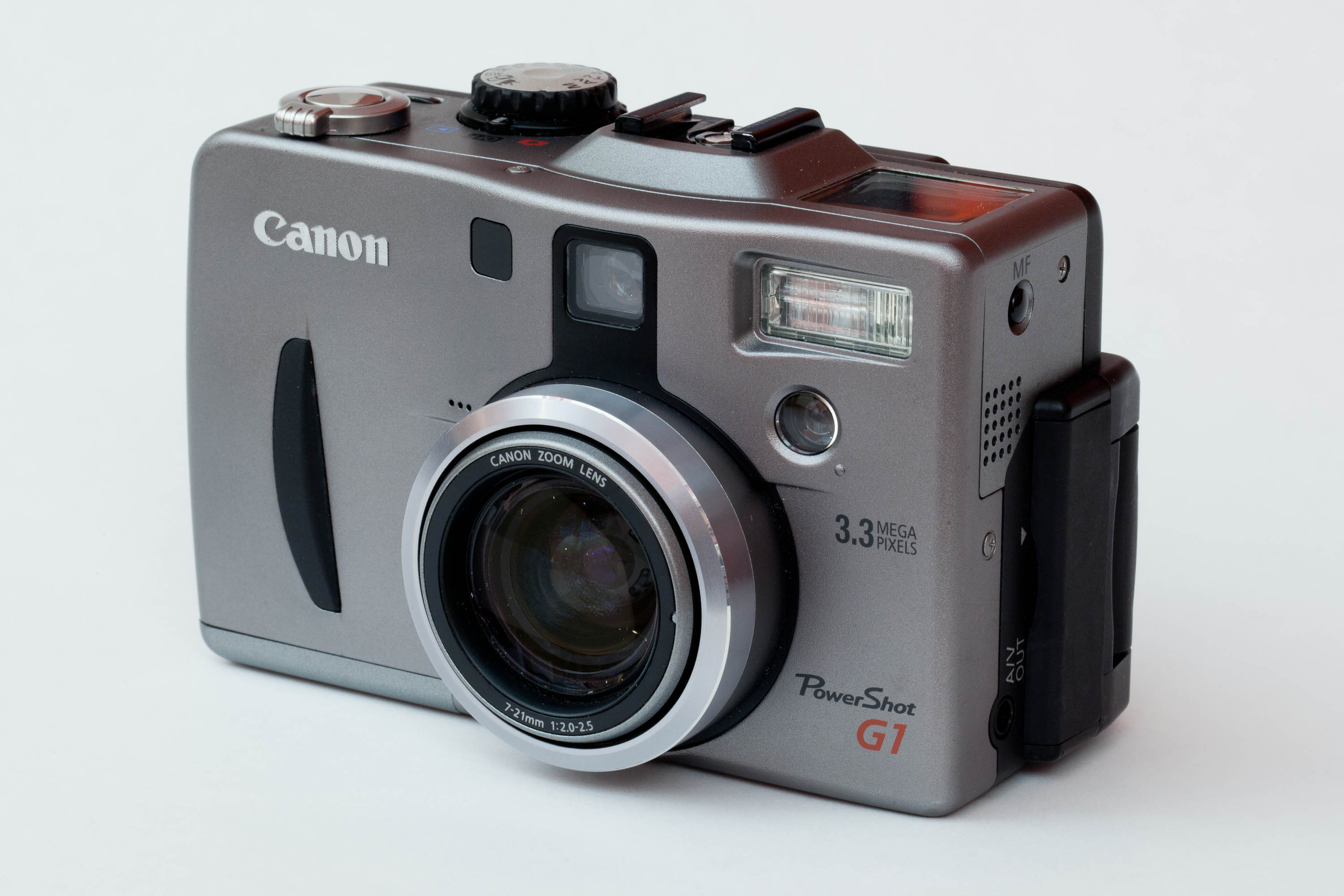
Canon PowerShot G1, 3,3 MP

År 2000 hade högupplösta digitalkameror nått en upplösning omkring 3 megapixel för en fullformat sensor. År 2016 hade utvecklingen nått 36 megapixel för en fullformat sensor som nu också utrustats med andra funktioner såsom kontrast-fokus såväl som fas-detekt-fokus och bild-stabilitet.

## Mobiltelefonkamera
De flesta mobiltelefoner har idag en inbyggd digitalkamera. Bildupplösning och bildkvalitet konkurrerar med de vanligaste digitalkamerorna och enkelheten att ha den med sig gör att mobiltelefonkameran har ersatt många av de tidigare vanliga kompaktkamerorna. En mobiltelefonkamera är i stort sett helt automatisk, men med val av speciella och artistiska effekter.
Den första mobiltelefonen med kamera inbyggd hette: Kyocera VP-210 Visual Phone (1999).

## Point-and-shooteller kompaktkamera
Den fortfarande billigaste och vanligaste formen av digitalkamera är en kompaktkamera. Som namnet Point-and-shoot anger kan den vara helt automatisk men erbjuder också manuell kontroll av bildskapandet i likhet med större, mer avancerade kameror. Utmärkande för en kompaktkamera av idag är en storlek på cirka 4 x 8 cm med en 7.5 x 5.5 mm CMOS bildsensor med mellan 12 och 24 megapixel upplösning. Kameran har en bildskärm på baksidan som visar vad kameran ser innan man tar bilden och avbildar resultatet omedelbart efter exponeringen. En kompaktkamera har oftast också inbyggd blixt och ibland en inbyggd GPS mottagare som skriver data till bildernas Exif-filer om var cameran befann sig när bilden togs. Nästan alla kompaktkameror är idag kapabla att spela in video.

## DSLR
DSLR står för Digital Single Lens Reflex camera. Det svenska uttrycket enögd-spegel-reflex-kamera existerar men används sällan. DSLR-kameror har länge varit den typ av kamera som används av seriösa amatörer och professionella fotografer. Konstruktionen innehåller en rörlig spegel, ett fast prisma och en fast frostad skärm som tillåter att fotografen ser subjektet genom kameraobjektivet på samma sätt som bildsensorn gör. Spegeln måste alltså röra sig in i och ut ur vägen för bildsensorn varje gång kameran exponeras. DSLR-kameror finns idag i olika storlekar och prisklasser. Den utmärkande skillnaden är bildupplösningen och storleken på sensorn, och därav storlek, vikt och pris på kameran. En mindre DSLR är i storleksordningen 9 x 12 cm med en 23 x 15 mm cmos bildsensor och 18 till 36 megapixel upplösning. En professionell DSLR är i storleksordningen 10 x 15 cm med en 36 x 24 mm cmos bildsensor och 24 till 50 megapixel upplösning. En 36 x 24 mm bildsensor motsvarar en äldre 35 mm film standard och kallas ofta FF eller full format.  
DSLR konceptet utvecklades för kameror med film, där det inte fanns någon annan metod för att se vad filmen skulle komma att se. Den mekaniska konstruktionen av DSLR-kameror innebär emellertid komplexitet såväl som begränsningar i bildkvalitet. Dels så skapar spegelrörelsen vibrationer som begränsar den slutliga bildupplösningen, dels kan de separata fokussensorerna som ser objektet via en sekundär fokusspegel inte på ett pålitligt sätt hållas inom de toleranser och den noggrannhet som behövs för att stödja en riktigt högupplöst bildsensor. Förekomsten av electroniska bildsensorer kopplat med DSLR-konceptets begränsningar har lett till utvecklingen av en ny typ av spegellösa kameror med större, fullformat (FF), högupplösta bildsensorer där fokusautomatiken baseras på speciella pixlar kapabla till snabb fas-detekt-focus såväl som noggrann kontrast-fokus inbyggda i bildsensorn. Ett exempel på denna teknik är Sony RX1 med introduktion december 2012.

## Mellanformatskameror
Det finns också större och specialiserade DSLR-kameror för mer krävande fotografering i studio och andra sammanhang. Den svenska fabrikanten Hasselblad tillverkar till exempel en mellanformatskamera med en stor bildsensorer och bildupplösningar upp till 100 megapixel. Hasselblad såväl som Fujifilm har dessutom nyligen introducerat spegellösa mellanformatskameror med en sensorupplösning av 50 megapixel.

## Spegellösa kameror
De enklare kamerorna från mobiltelefonkameror till kompaktkameror är alla spegellösa. Vill man se vad bildsensorn ser så håller man ut kameran framför sig och tittar på bildskärmen på baksidan av kameran. Dessa kameror har ingen spegel och inga rörliga delar förutom eventuellt bländare och slutare. På grund av den snabba utvecklingen av framför allt CMOS bildsensorer (Complementary Metal Oxide Semiconductor) har bildkvaliteten på spegellösa kameror kommit ifatt kvaliteten på de vanligaste DSLR-kamerorna. Spegellösa kameror kan också utrustas med en EVF eller Electronic View Finder. En EVF är en mindre elektronisk bildskärm försedd med ett okular för direkt inspektion av vad sensorn ser. 
Spegellösa kameror finns idag med såväl fasta objektiv med eller utan zoom, som i systemutförande med utbytbara objektiv. Dessa kameror har även på senare tid blivit väldigt populära att använda som filmkameror i instegs-klassen.

## Spegellösa systemkameror

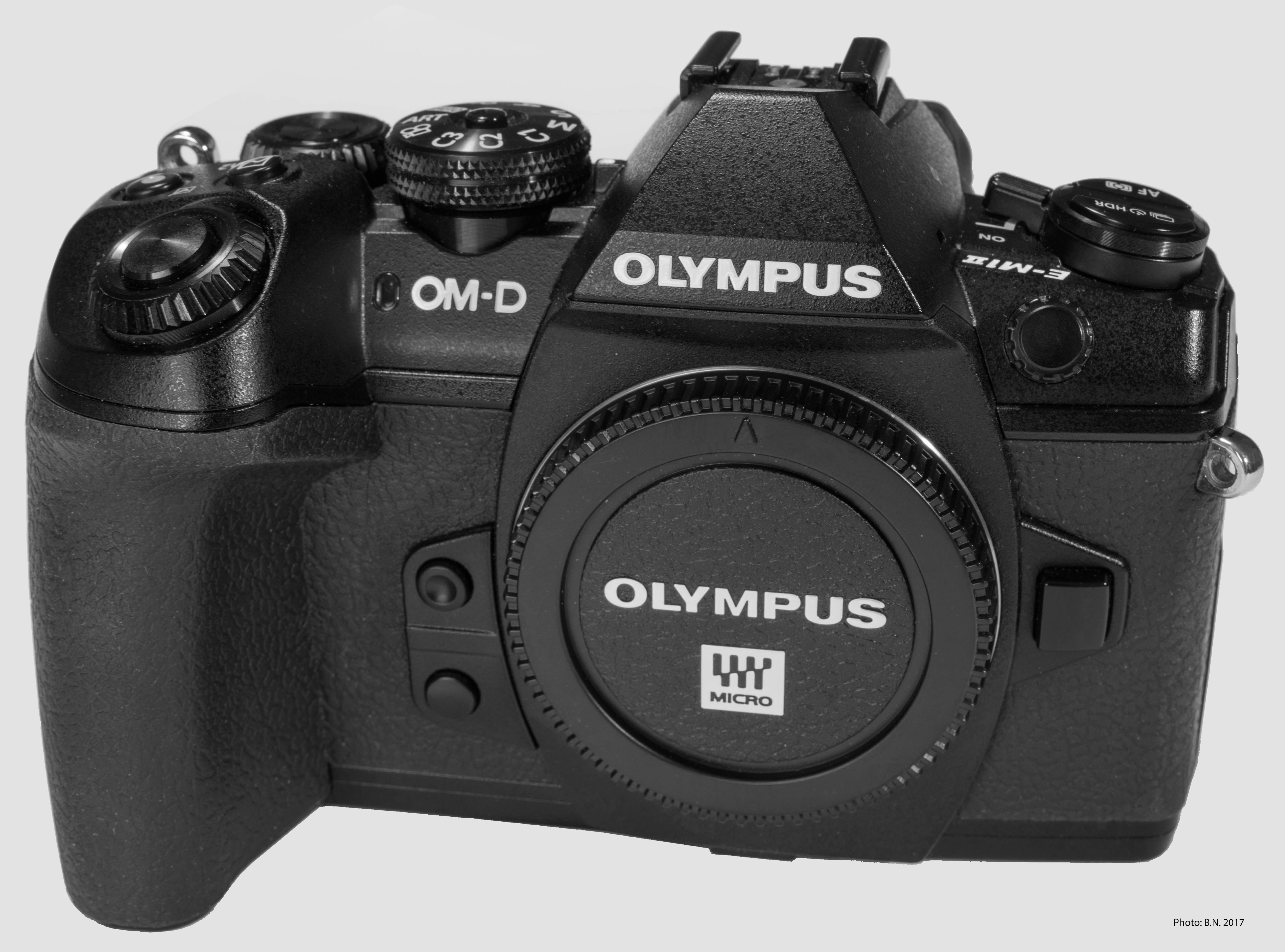
Olympus OM-D E-M1 Mark II

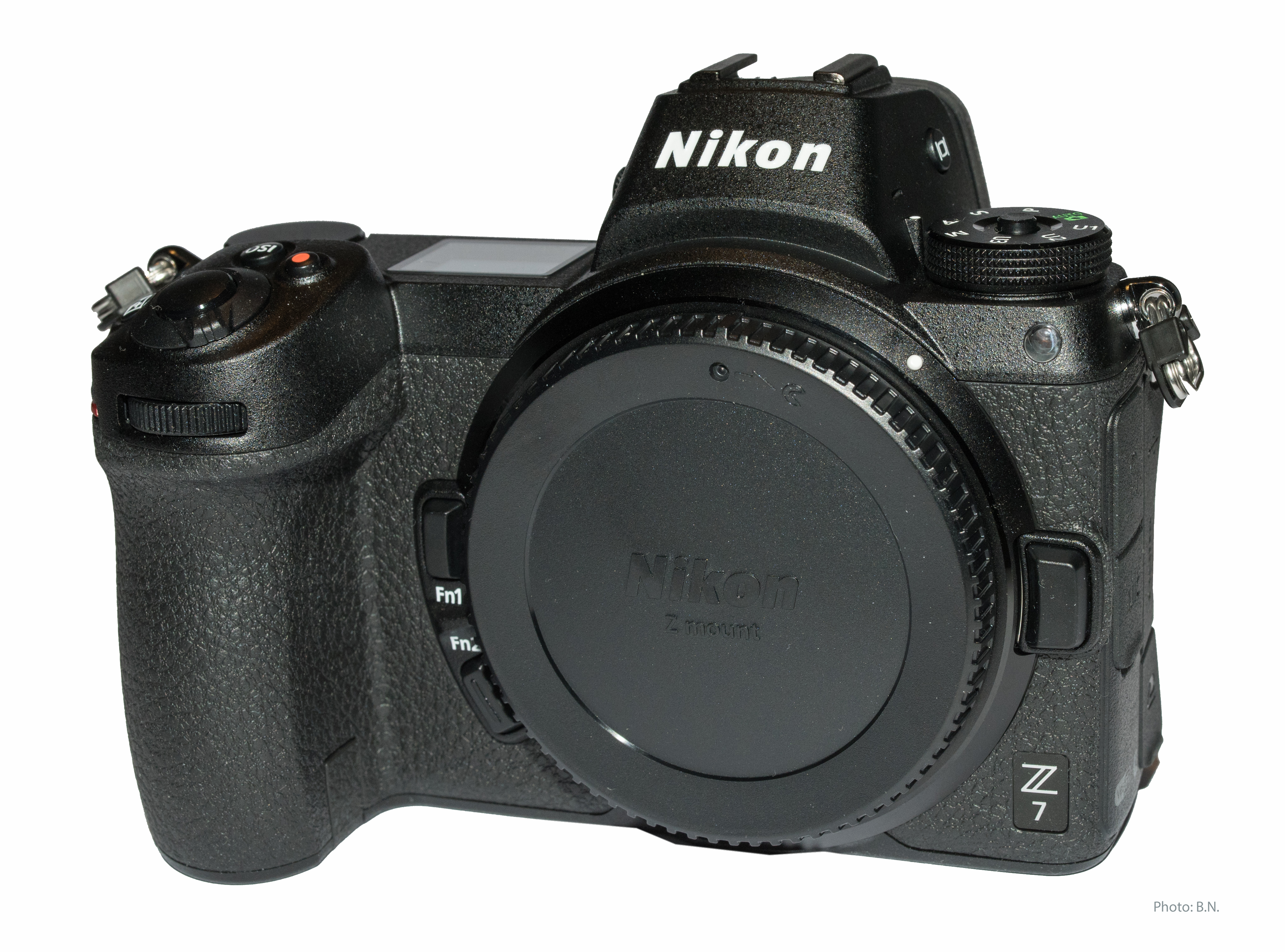
Nikon Z7 introduced 2018

En digital, spegellös systemkamera har utbytbara objektiv. En viktig komponent i de spegellösa systemkamerorna är sökaren. I enklare spegellösa kameror som till exempel kompaktkameror ersätts den optiska sökaren av bildskärmen på baksidan av kameran. För exakt och professionellt bruk är detta emellertid inte en tillfredsställande lösning. Nya spegellösa systemkameror levereras idag med en inbyggd Electronic View Finder (EVF). En EVF består av ett okular med diopter justering för synfel och en bildskärm. Genom okularet betraktar fotografen den högupplösta bildskärmen som visar exakt vad kamerans bildsensor ser. Fördelen med en EVF jämfört med en optisk sökare (OVF) är att fotografen ser inte bara bildram, motiv, fokus och skärpedjup utan också ser en ljus- och färgmässig återgivning av hur den slutliga bilden kommer att se ut som resultat av bländare, exponeringstid, ISO, fokus, placering och övriga inställningar. En EVF är alltså inte bara en sökare, utan visar också hur den slutliga bilden kommer att se ut.
Till skillnad från en spegelreflexkamera (SLR) för analog film, eller en digital spegelreflexkamera (DSLR), har en spegellös kamera inget spegelhus, ingen rörlig spegel och ingen optisk sökare (OVF), utan använder den digitala bildsensorn för att presentera en bild till en elektronisk sökare (EVF) som visar vad objektivet ser. Dessutom behöver en spegellös kamera ingen sekundär autofokusspegel, ingen autofokussensor och ingen separat ljusmätare. Spegellösa kameror är därför enklare, mindre och lättare än digitala spegelreflexkameror.
Spegellösa kameror har till nyligen haft två problem när det gäller att konkurrera med de bästa digitala spegelreflexkamerorna. Den ursprungliga utmaningen var att erbjuda en EVF med upplösning, tydlighet och snabbhet som motsvarar direkt optisk observation. Den andra utmaningen har varit att den kontrastdetekterande fokus (CDAF), som ursprungligen använts i spegellösa kameror, behöver dubbelt så lång tid för att hitta fokus jämfört med fasdetekterande fokus (PDAF). Professionella fotografer som fotograferar sport- och nyhetshändelser har därför varit bland de sista att gå över till spegellösa kameror.
Den senaste generationen spegellösa kameror har emellertid PDAF pixlar inbyggda i bildsensorn och erbjuder nu fullt konkurrenskraftig och exakt autofokus och många gånger snabbare serietagning med kontinuerlig autofokus än digitala systemkameror.
Spegellösa systemkameror finns med en mängd olika sensorstorlekar, såsom mikro, fyra tredjedelar, APS-C, fullformat och mellanformat. Eftersom nu även mindre bildsensorer producerar bilder av hög kvalitet så har dagens fotografer ett bredare val. Som regel kräver studioobjekt, landskap eller arkitektur rika och realistiska bilder, där en kamera av fullformat eller mellanformat är att föredra. Objektiv som krävs för detta har ofta en brännvidd mellan 20 och 200 mm. Med samma krav på bildkvalitet kräver sport- och naturfotografering brännvidder från 600 till 800 mm eller mer. Tack vare den så kallade "beskärningsfaktorn" hos mindre sensorer så har spegellösa systemkameror med mindre men högupplösta sensorer fördelen att ge samma slutliga bildvinkel trots användande av ett mindre och lättare objektiv med kortare brännvidd. Detta förutsätter naturligtvis att den mindre sensorn har en tillräckligt hög pixeltäthet för att erbjuda en slutlig upplösning som är lika med eller bättre än vad som kan beskäras ur en bild från en större sensor som används med ett objektiv med samma, kortare brännvidd.
I dagens läge finns en rad spegellösa kamerasystem att välja emellan. I kronologisk ordning med tanke på introduktionsdatum och objektivfattning: Epson R-D1 med Leica M fattning; Olympus och Panasonic med mikro fyra tredjedelars fattning; Samsung med NX fattning; Sony med E fattning; Nikon 1 med 1 fattning; Pentax Q med Q fattning; Pentax digitala systemkameror med K fattning; Fujifilm med X fattning; Canon med EF fattning; Leica med L fattning, tidigare benämnt T fattning; Hasselblad med XCD fattning; och slutligen Sony med E fattning.
NY TEKNIK I SPEGELLÖSA SYSTEMKAMEROR
PEKSKÄRM
Pekskärmstekniken har nått kameraindustrin. Det är nu enklare att manövrera i menyer och mellan kommandon tack vare pekskärmsteknik liknande den på mobilkameror och datorplattor, och som nu tillämpas på LCD skärmar på spegellösa kameror.
FÖRBÄTTRAD IBIS
Bildstabiliserande teknik (IS), även kallad vibrationsreducering (VR), har funnits i objektiv med långa brännvidder under någon tid. Vissa spegellösa systemkameror erbjuder även bildstabilisering i kamerakroppen (IBIS). Bildsensorn förflyttas i detta fall inuti kameran för att hålla bilden stabil på bildsensorn och motverka vibrationer och skakningar av kameran under längre, handhållna exponeringar. Tillverkaren Olympus kombinerar detta med vibrationsreducering i objektivet för förbättrad effekt. Resultatet påstås möjliggöra skarpa och skakfria handhållna exponeringar upp till flera sekunder.
TYST SLUTARE
Elektroniska första och andra ridåslutare med en helt tyst, elektronisk exponering blir också allt vanligare. Med elektronisk avläsning av bildsensorn, idag möjlig under 1/60 av en sekund, är nu en helt tyst elektronisk slutare användbar även under korta exponeringar av motiv i viss rörelse utan att bilden förvrängs.
KONTINUERLIG AUTOFOKUS
Kontinuerlig autofokus (CA) innebär att kameran fortsätter att söka fokus tills fullständig avtryckning är utförd och exponeringen påbörjas. I tidigare spegellösa systemkameror med långsam fokusering men snabba bildsekvenser har detta inneburit att kameran haft svårt att hitta fokus mellan bilderna. Kontinuerlig autofokus inom snabba bildserier har fram till nyligen varit möjlig endast med dyra, digitala spegelreflexkameror, och även då, på grund av den begränsade hastigheten hos spegelmekanismen, har bildhastigheten varit begränsad till cirka ett halvt dussin bilder per sekund. Tack vare dagens väsentligt mycket snabbare spegellösa fokusering erbjuder nu flera tillverkare kontinuerlig fotografering med kontinuerlig omfokusering mellan exponeringarna i upp till 18 bilder per sekund med tyst, elektronisk slutare och upp till 10 bilder per sekund med mekanisk slutare.
HDR
Fotografi med högt intensitetsomfång eller High Dynamic Range (HDR) är ett sätt att framställa bilder som närmare liknar människans synförmåga. Det innebär framför allt att öka exponeringen i mörka områden samt att minska exponeringen i mycket ljusa områden för att fånga mer detaljer i båda ytterligheterna. Detta går idag inte att göra inom en och samma konventionella kameraexponering. Automatisering av framställandet av ett high dynamic range fotografi (HDR) inom kameran är idag emellertid en av den snabba, vibrationsstabiliserade, spegellösa kamerans möjligheter. Kameran tar en serie bilder under varierande exponeringar och kombinerar dem i en av kamerans datorer till en HDR-bild.
HÖGUPPLÖST BILD
Även om upplösningen av en digital bildsensor är begränsad, så gör IBIS-mekanismen i kameran att kameran kan flytta bildsensorn i steg som är mindre än bildsensorns pixelstorlek, för att tillåta kamerans datorer att skapa en multiexponerad bild med högre upplösning än själva bildsensorn. Både (HDR) och högupplösta bilder som kräver långa exponeringar görs fortfarande bäst med kameran monterad på stativ och med vibrationsfri utlösning.
FOKUS STAPLING
Många spegellösa kameror kan producera en bild med till synes oändligt skärpedjup. Tekniken innebär flera exponeringar som utförs med varierande fokus inställningar och kombineras i kamerans dator till en bild med till synes oändligt skärpedjup. Fokus stapling, såsom HDR och högupplösta bilder som kräver långa exponeringar görs bäst på stativ och med vibrationsfri utlösning.

## Optisk zoom kontra digital zoom
En digitalkamera kan erbjuda två olika typer av zoom; optisk och digital. 
Optisk zoom kräver att kameran är utrustad med ett zoomobjektiv. Enklare kameror har ofta fast monterade objektiv med inbyggd zoom. I dessa fall kan zoomomfånget vara mycket stort, motsvarande brännvidder från 24 mm till 600 mm. Bildkvaliteten blir då emellertid något av en kompromiss över en del av omfånget. Man uttrycker alltid brännvidden av en lins, och ett objektiv, ur teknisk synpunkt, med andra ord hur långt bakom linsens optiska mittpunkt ligger bilden av ett objekt som befinner sig på oändligt avstånd. Optisk zoom minskar bildramen och ger en faktisk ökning av förstoringsgraden av objektet inom bildramen utan att reducera upplösningen. Då man fotograferar på större avstånd och vill komma "nära" motivet, är optisk zoom av stor betydelse. Digital zoom innebär en förstoring av en del av bilden direkt i kameran och används ibland som enda zoom på de enklaste kamerorna. Digital zoom kan också användas som ett tillägg till den optiska zoomen för att ytterligare förstora en del av bilden. Digital zoom med permanent beskärning innebär en förminskad bildram med förstoring av innehållet i ramen men med reducerad upplösning av den slutliga bilden. Motivet för att beskära bilden redan i kameran kan vara att man vill spara utrymme på minneskortet eller att man saknar möjlighet till senare bildbehandling. Tillfällig, höggradig digital zoom utan permanent bildbeskärning har fått ny betydelse i spegellösa kameror där tekniken används för att inspektera noggrannheten av manuell eller automatisk fokus. Metoden kallas focus peaking och kombineras ofta med en elektronisk metod att visa focus highlight, vilket är konturer i en avvikande färg som visar exakt vilka kontrastlinjer som är i skarp fokus.

## Bildstabilisering
Avancerad bildstabilisering förenklar och reducerar behovet av kamerastöd och reducerar degradering av bildkvalitet p.g.a. rörelser eller skakningar under exponeringen. Stabilisering görs optiskt i objektivet och/eller i form av IBIS (In Body Image Stabilization) i kameran. I fall av optisk stabilisering är objektivet utrustat men en servo-manipulerad lins eller linsgrupp som styrs av kamerans dator som söker hålla bilden stilla på bildsensorn under exponering. Canon kallar sin optiska stabilisering för IS, för Image Stabilization. Nikon kallar sitt system för VR, för Vibration Reduction. IS och VR är speciellt effektiva under exponeringar längre än .125 sec och ökar därmed också kamerans användbarhet i lågt ljus genom att tillåta lägre ISO, mindre bländare och/eller längre exponeringstid. Olympus använder ett system kallat IBIS (In Body Image Stabilization). IBIS kan röra bildsensorn i 5 dimensioner för att kompensera för skakningar i all riktningar inklusive två dimensioner av rotation. Olympus tillåter dessutom en kombination av IBIS i kameran och IS i objektivet för att fungera med objektiv från andra tillverkare.

## Lagring av digitala bilder i kameran
Det finns en rad olika tekniska lösningar för lagring, varav minneskort såsom Secure Digital och CompactFlash är de vanligaste. Dessa lagringsmedia finns med kapacitet upp till 512 GB. Microdrive var en annan lösning med hög kapacitet och består av en liten hårddisk inbyggd i minneskort format.  
Hur bildfilerna ska lagras och namnges på minnesmediet framgår i den av ISO utgivna specifikationen DCF (Design rule for Camera File system). I en tillhörande Exif fil sparas dessutom typ av kamera, datum, klockslag, GPS koordinater om de registrerats, samt all exponeringsinformation. Denna typ av standard används på de flesta digitalkameror.

## Digital bildframkallning och bildkomprimering
En form av bildframkallning sker redan i kameran där ljusvärden från bildsensorns olika pixlar matematiskt omvandlas till färginformation och syntetiseras till ett slutligt digitalt bildspråk. Den första matematiska bildrepresentationen är ett bildspråk som är unikt för varje kameratillverkare. Somliga tillverkare gör denna bildrepresentation tillgänglig för användaren. Formatet kallas då ett RAW-format. Tillverkare av mindre och enklare kameror hoppar ofta över detta steg och går direkt till ett standardiserat format kallat JPEG. 
RAW-format används i mer kvalificerade kameror därför att det innehåller komplett färg och ljus information från samtliga pixlar medan JPEG komprimerar information från pixlar med liknande information till grupper under en och samma matematiska beskrivning. Vid senare bildbehandling ger därför bilder i RAW-format mer flexibilitet och möjligheter till bildbehandling. 
Mörkrumsbehandling eller kemisk framkallning av digitala bilder i vanlig mening behövs alltså inte. Det är vanligt att helt avstå från papperskopior och i stället ladda upp och ner digital bildinformation via nät och mobilnät för att sedan visa bilderna på mobiltelefon, dator eller tv. Digitala bilder kan också skrivs ut direkt på en fotoskrivare eller skickas iväg för utskrift av ett professionellt fotolabb.
Video kan idag produceras av de flesta digitalkameror dock med varierande kvalitet. Vanliga format är MPEG-4- eller MPEG-2-format. MPEG-4 är ett effektivt kompressionsformat som ger möjlighet att vid en upplösning på 640 x 480 bildpunkter (motsvarar VHS) lagra över en timme av video med stereoljud per GB minnesutrymme.

## Överföring av digitala bilder till en dator
Det finns många sätt att överföra bilderna från en kamera till en dator. Det vanligaste är att kameran har en USB anslutning som tillåter snabb och smidig anslutning till en dator. Ett annat sätt att överföra bilder från kameror med ett löstagbart minneskort är via en minneskortsläsare kopplad till datorn. Det är också vanligt att professionella reportrar är utrustade med sändare som via Wi-Fi, Bluetooth eller mobiltelefonnätet skickar bilder vidare eller direkt till redaktionen.

## Digital bildbehandling
Digital bildbehandling görs i digitala datorprogram som Adobe Lightroom, Adobe Photoshop, Adobe Photoshop Elements, Google Picasa och många andra program. Möjligheterna till digital bildbehandling och bildförvandling är i stort sett obegränsade. Datorprogram som Topaz och andra möjliggör dessutom effektiv reduktion av bildbrus, digital förenkling av bilder och förvandling av fotografier till skisser, simulerade målningar mm.

## Bildupplösning
Upplösningen av en bild från en digitalkamera påverkas av upplösningen på kamerans sensor såväl som av objektivets avbildningsförmåga. Sensorns upplösning begränsar den maximala upplösning som en kamera kan prestera, medan objektivets skärpa avgör hur komplett den slutliga bilden når sensorns maximala upplösning. Sensorn består av ett antal pixlar eller ljuskänsliga punkter som i huvudsak räknar fotonerna som träffar sensorn. Antalet pixlar i bildens bredd och höjd multipliceras för att beskriva bildens upplösning eller pixelantal. Till exempel en bild med 3 872 x 2 592 pixlar har 10 036 224 pixlar, eller cirka 10 megapixel.
Utvecklingen av CMOS bildsensorer har gått mycket snabbt. 8 MP ansågs för några år sedan som hög upplösning. Canon introducerade något år senare en model kallad 5D med 13.1 MP. Några år senare kom Canon 5D Mark II med 21 MP och senare Nikon D800 med 36 MP. Uttalanden om vad som är tillräckligt, lagom eller bäst är meningslösa av två anledningar. Först för att utvecklingen fortfarande går mycket snabbt, ungefär som utvecklingen av hastigheten på datorer gjorde för ett tiotal år sedan. Men också av den anledningen att högupplösta sensorer behöver inte nödvändigtvis producera högupplösta bilder med stora och svårhanterade filer. Utvecklingen idag går mot mycket högupplösta sensorer med inbyggda specialfunktioner som till exempel pixlar för automatisk fokusering med användning av snabb men mindre noggrann PDAF fokus (Phase Detect Auto Focus) och slutlig, noggrann CDAF fokus (Contrast Detect Auto Focus). Dessutom går utvecklingen mot att använda mycket högupplösta sensorer för matematisk utjämning av pixelvariationer och felaktigheter för att öka sensorns användbara ljuskänslighet, ISO, för att öka dess dynamiska omfång i såväl svart-vitt som färg, och för att reducera och i stort sett eliminera brus.

## Upplösning, detaljrikedom och skärpa
Kvaliteten på en bild är först och främst beroende av den digitala sensorns bildupplösning och kameraobjektivets avbildningsförmåga. Upplösningsförmågan av ett objektiv mäts traditionellt genom dess förmåga att avbilda ett visst antal svart-vita linje-par per millimeter. Nikons bästa kameraobjektiv avbildar 60 linje-par per millimeter. Nyare objektiv från Leica, Zeiss och Olympus-Zuiko når över 80 linje-par per millimeter. 60 linje-par per millimeter motsvarar ett linje-avstånd på 16 µm. En 24 MP fullformat-bildsensor har ett pixelavstånd på 8 µm. Även om detta försämras av ett AA-filter är det lätt att se att även bästa tänkbara kameraobjektiv är på gränsen till att kunna matcha upplösningen av dagens bildsensorer. För att lättare kunna relatera upplösningsförmågan av ett objektiv till den av en bildsensor så har testföretaget DxO infört begreppet P-MP vilket står för Perceptual Mega Pixels. Ett objektivs upplösningsförmåga uttryckt i P-MP är då direkt jämförbart med en bildsensors upplösning uttryckt i MP eller megapixel. Inom optiken gäller att den "svagaste länken" avgör den slutliga bildkvaliteten. Genom att veta objektivets P-MP och bildsensorns MP kan man då lätt avgöra vad som kommer att begränsa bildkvaliteten och till vilken grad. Med dagens högupplösta bildsensorer är det i regel objektivet som utgör denna begränsning. Detta är en av anledningarna till att Canon, Nikon, Zeiss och andra år 2012 och 2013 introducerade många nya objektiv. Har man ett objektiv vars upplösning uttryckt i P-MP matchar bildsensorns upplösning uttryckt i MP så kan man i förenklad korthet säga att objektivets skärpa matchar och ger full utdelning av bildsensorns förmåga till upplösning och detaljrikedom.
Många nya objektiv konstrueras med en form av aktiv vibrationsreduktion, också kallad bildstabilisator, inbyggd i objektivet för att ytterligare säkerställa upplösning och skärpa.
Ш== Bayerfilter ==
En ljuskänslig CMOS pixel känner bara av ljusintensitet, inte färg. För att producera en färgbild placeras ett litet färgfilter framför varje pixel. De grundfärger som används är rött, grönt och blått. Eftersom det mänskliga ögat är extra känsligt för grönt används grupper av pixlar i arrangemang av fyra pixlar bestående av en röd, två gröna och en blå. Mönstret kallas ett Bayer-mönster efter uppfinnaren som arbetade för Kodak.

Utformningen av färgpixlarna i en sensor, enligt Bryce E. Bayer, Eastman Kodak, ett så kallat bayerfilter

Användandet av Bayerfilter metoden medför två nackdelar. Den första nackdelen är att filtren absorberar en stor del av emottaget ljus, vilket försämrar bildsensorns ljuskänslighet och ISO värde. Den andra nackdelen är att den verkliga färgen av en pixel är beräknad baserad på intensiteten av pixelns egen rapporterade färg kompletterad med beräkningar baserade på färg och intensitet rapporterad från närliggande pixlar. En Bayerbild kan därför sägas erbjuda en till viss grad osäker återgivning av ljus och kontrast och en även mer osäker återgivning av färg, speciellt från pixel till pixel. 
På senare tid har man börjat experimentera med oregelbundna arrangemang av dessa grupper av fyra pixlar för att minska risken för en typ av störande interferensmönster i bilderna som kallas Moiré-mönster. Det talas även om en variabel pixelstorlek med finare pixlar i mitten av sensorn och större mot utkanterna för att möjliggöra cropping utan alltför stor förlust av centerupplösning.

## Foveonsensor
En annan men hittills mindre vanlig typ av bildsensor är en Foveonsensor. En Foveonsensor använder inte individuella pixelfilter för att fastställa färg. I stället används sambandet mellan strålningsfrekvens och penetrationsdjup för att fastställa ljusets färg. Varje Foveonpixel mäter därför ljusstyrkan vid tre olika penetrationsdjup i den ljuskänsliga bildsensorn. Högfrekvent blått ljus med lägst penetrationsförmåga mäts överst. Grönt ljus med något högre penetrationsförmåga mäts i ett mittenlager medan rött ljus som penetrerar djupast mäts längst ner. Nackdelen med en Foveonsensor är att varje pixel måste kommunicera elektriskt med kamerans dator över tre separata kanaler vilket medför utrymmeskrävande elektriska förbindelser i bildsensorn. Den matematiska behandlingen av informationen är också betydligt mer krävande för en Foveonsensor.
Färgklarhet och skärpa av en Foveonbild är klart överlägsen den av en Bayerbild. Jämfört med karaktäriseringen av en Bayerbild kan en Foveonbild sägas erbjuda en mer noggrann återgivning av ljus och kontrast och en betydligt mer noggrann återgivning av färg, speciellt från pixel till pixel. Tillverkare och användare av Foveonsensorer påstår att upplösning och färgnoggrannhet av en Foveonsensor motsvarar den av en Bayersensor med dubbla upplösningen.

## Moiré
Moiré är en typ av interferens som inträffar när två mönster överlagras i en virtuell eller fysisk bild. I detta fall är det ena ett mönster i det avbildade objektet, ett punkt- eller rutmönster, raka parallella linjer, ett staket eller liknande, medan det andra mönstret är pixelmatrisen i bildsensorn.

## Anti-aliasing-filter (AA-filter)
En metod som tidigare användes i de flesta digitala kameror är ett anti-aliasing-filter som är placerat framför bildsensorn. AA-filtret reducerar förekomsten av Moirémönster men gör det till ett högt pris. Filtret gör sitt jobb genom att bryta upp ljusstrålar i två strålar och sedan lägga ihop dem igen på "nästan" samma plats på bildsensorn. Priset för att undvika Moirémönster är alltså en mikroskopiskt suddig bild. I kameror med mycket hög upplösning blir förlusten av skärpa mer uppenbar och på gränsen till oacceptabel. Nikon D800 hade en 36 MP bildsensor och såldes i två versioner; D800 med AA-filter och D800E utan, för att senare ersättas av D810 utan AA filter. Kameror tillverkade av Leica, Pentax och Hasselblad saknar också AA-filter, såväl som de flesta nyligen introducerade, högupplösta kameror.

## Avbildningsfel
Vissa typer av störningar i den färdiga bilden är typiska för digitala kameror. Se också Objektiv

## Brus
Brus innebär oväntade variationer mellan bildpunkter, små registreringsfel som gör bilden grynig och oskarp. De två huvudsakliga typerna är luminansbrus (variationer i ljushet) och kromatiskt brus (variationer i färgton). Mängden brus ökar med längre slutartider och förstärks kraftigt vid höga ISO-tal.
Den vanligaste anledningen till brus är att man gått utanför det känslighetsområde som kamerans bildsensor är optimerad för. Varje sensor har ett idealiskt ISO-värde där den tecknar som bäst, idag är detta mellan 100 och 800 ISO. ISO-inställningen var tidigare en manuell inställning som kontrollerar bildsensorns känslighet genom att reglera förstärkningen av signalen från bildsensorns pixlar. Moderna kameror erbjuder som val automatisk ISO-kontroll vilket automatiskt reglerar sensorsignalens förstärkning. Om bildscenen är mycket mörk, förstärks sensorsignalerna för att producera en acceptabel bild inom de val av bländare och exponeringstid som fotografen gjort manuellt eller kameran gör automatiskt. Framför allt om bildsignalen måste förstärkas mycket, kan bilden få mycket brus. Kameror med automatisk ISO reglerar ofta förstärkningen inom ett rimligt intervall mellan 100 och 6 400 ISO. Man kan sedan via menyn välja att gå utanför detta intervall, i vissa fall upp till 512 000 ISO. 
Bildbehandlingsprogram kan reducera detta brus, men ytterligare belysning eller blixt är att föredra om omständigheterna tillåter.

## Bildkompression och detaljförlust
Om man väljer att inte spara sina bilder i kamerans RAW format så är det vanligaste alternativet att spara dem i jpeg format. De enklaste kamerorna erbjuder endast detta format. Man kan då i allmänhet välja grad av kompression, uttryckt i bildkvalitet som; hög, fin, standard, normal eller låg. Ju högre kompression, desto större detaljförlust. Vid hög kompression kan man till exempel se att en himmel där ljuset avtar jämnt, i stället ser ut att ha digitala segment av varierande ljusstyrka i himmelens färg. 
För att spara lagringsutrymme efter bildbehandling, väljer man ibland att komprimera bilden före lagring. För detta används kompressionsalgoritmer som är skrivna för att bevara bilddetaljer på bästa sätt men samtidigt komprimera bildfilen så mycket som möjligt. Den allmänt accepterade standarden för bildfilskompression är även här JPEG (eller JPG). En standard JPEG-kompression kan göras i 12 olika nivåer där nivå 12 anses bevara i stort sett all detaljinformation men också en relativt stor bildfil medan nivå 1 producerar en kraftigt komprimerad, tydligt grovkornig bild förpackad i en mycket liten bildfil. Under bildbehandling bör man komma ihåg att all JPEG-kompression är en förstörande kompression som permanent kastar bort bilddata och detaljer. Detta gäller även om man arbetar inom en och samma kompressionsnivå och sparar samma bild flera gånger; var gång förlorar man lite data och lite detaljer. Vill man undvika detta så kan man arbeta på och spara filer i TIFF-format, vilket är ett icke-förstörande bildfilformat.  
De format som är icke-förstörande och helt bevarar originalbildens data och detaljer är till exempel: 
- olika typer av RAW-format. Dessa kräver oftast övergång till JPEG, TIFF eller PNG för läsbarhet.
- vissa typer av TIFF (TIF)
- PNG

Antalet pixlar på en bildsensor definierar detaljrikedomen av en bild i RAW-format. Många andra faktorer påverkar emellertid också kvaliteten av den slutliga bilden vad beträffar både detaljrikedom och skärpa. 
En av dessa faktorer är storleken av pixlarna i bildsensorn. Fysiskt mindre pixlar samlar in mindre ljus och gör dem i behov av högre förstärkning vilket ofta producerar mer brus. En mindre pixel är också känsligare för ljusets infallsvinkel vilket kan producera mer vignetting, eller ljusförlust runt bildens periferi.

## Utskrift
Tumregeln vid utskrift på fotopapper är att det krävs cirka 300 pixlar/tum (ppi) eller 120 pixlar/cm för god återgivning. Utifrån en obeskuren digital bild från en 24 MP sensor med ett optiskt väl presterande objektiv kan man således med bibehållen fotografisk bildkvalitet göra förstoringar upp till cirka 51 x 34 cm, vilket med god marginal inkluderar formatet A3. Ökad grad av förstoring ger sedan en successivt avtagande bildkvalitet.
Tumregeln vid offsettryck är att man utgår från tryckets rastertäthet i linjer per tum (lpi). Formeln för lägsta upplösning vid offsettryck är:
{\displaystyle lpi\cdot 2=ppi}
En obeskuren 24 MP bild kan således reproduceras i offsettryck (150 lpi) upp till cirka 102 x 68 cm vilket med god marginal inkluderar formatet A0.
I dagstidningstryck (85 lpi) eller motsvarande går det bra att förstora samma bild upp till cirka 180 x 120 cm.